# 1998 KJ52
1998 KJ52 är en asteroid i huvudbältet som upptäcktes den 23 maj 1998 av LINEAR i Socorro County, New Mexico.
Asteroiden har en diameter på ungefär 9 kilometer.